# Muramasa: The Demon Blade
Muramasa: The Demon Blade, in Japan bekannt als Oboro Muramasa (japanisch: 朧村正, übersetzt etwa: „Verschwommenes Muramasa“), ist ein Action-Rollenspiel, das von Vanillaware für die Nintendo Wii entwickelt wurde. Später erschien auch eine Umsetzung für die PlayStation Vita namens Muramasa Rebirth. Das Spiel wurde 2009 von Marvelous Entertainment (Japan), Ignition Entertainment (Nordamerika) und Rising Star Games (Europa) veröffentlicht. Die Vita-Version wurde 2013 von Marvelous AQL in Japan und von Aksys Games auf dem westlichen Markt veröffentlicht. Unter Verwendung einer 2D-Side-Scrolling-Perspektive dreht sich das Gameplay um ein Beat-’em-up-Kampfsystem, während Rollenspielelemente wie Leveling und Questing integriert werden.

## Handlung
Die Geschichte von Muramasa findet auf Honshu, der Hauptinsel des japanischen Archipels, statt. Es spielt in der Genroku-Periode, während der Herrschaft des Shoguns Tokugawa Tsunayoshi. Tsunayoshis Durst nach Macht hat Konflikte um den Besitz der Dämonenklingen hervorgerufen, Samurai-Schwerter, die vom legendären Schwertschmied Muramasa Sengo geschmiedet wurden und sich nach Blut sehnen, wenn sie gezogen werden, und denen, die dumm genug sind, sie zu ziehen, Wahnsinn und Tod bringen. Aufgrund des dadurch verursachten Chaos beginnen die Kräfte der Dämonenklingen, Dämonen aus der Hölle zu beschwören und alte Götter aus ihrem Schlaf zu erwecken.
Die beiden Hauptfiguren sind Momohime (百姫), eine Prinzessin des Narukami-Clans aus dem Ort Mino; und Kisuke (鬼助), ein entlaufener Ninja ohne Erinnerungen, aber mit einem brennenden Verlangen nach Rache. Momohime und Kisuke werden jeweils von einer Kitsune in menschlicher Form begleitet und bewacht. Eine Schlüsselfigur in Kisukes Geschichte ist Torahime (虎姫), Momohimes Schwester.

## Entwicklung
Muramasa wurde von Vanillaware entwickelt, einem Studio, das von ehemaligen Atlus-Mitarbeitern gegründet wurde. Laut Soundproduzent Hitoshi Sakimoto arbeitete der Regisseur des Spiels, George Kamitani, das Konzept für Muramasa bereits während der Entwicklung von Odin Sphere aus. Laut Kamitani war Odin Sphere eine Weiterentwicklung der Erzählung von Princess Crown. Das Konzept wurde bis Ende 2006 fertiggestellt. Einen Teil der Finanzierung sicherte sich Vanillaware durch einen Publishingvertrag mit Marvelous Entertainment, da der bisherige Publisher Atlus vor der Veröffentlichung von Odin Sphere kein zusätzliches Projekt finanzieren wollte. Gleichzeitig hielt Atlus die Veröffentlichung von Odin Sphere nach der Fertigstellung noch ein Jahr zugunsten von Persona 3 zurück. Die positiven Verkäufe von Odin Sphere gaben Vanillaware das nötige Kapital, um mit Vollproduktion von Muramasa zu beginnen. Der Entwicklungsstil des Teams war identisch mit der Strategie für Odin Sphere.

## Musik
Die Musik wurde von einem Team der Soundfirma Basiscape bearbeitet, das aus mehreren Komponisten bestand, die bereits an Odin Sphere gearbeitet hatten. Sakimoto fungierte als Soundproduzent, der Klangregisseur war Masaaki Kaneko, und die Musik wurde von Sakimoto, Yoshimi Kudo, Noriyuki Kamikura, Mitsuhiro Kaneda, Kimihiro Abe, Azusa Chiba und Masaharu Iwata komponiert.

## Rezeption
Das Spiel erhielt überwiegend positive Kritiken. Gelobt wurde der künstlerische Artstil. Laut Eurogamer sei Muramasa „ein grafisch vorbildliches, spielerisch durchdachtes und hervorragend zu steuerndes Actionspiel“, das an oft uninspirierten Leveldesigns scheitere.

Muramasa: The Demon Blade and games of its ilk are increasingly rare beasts. With its striking hand-painted art direction, fun combat and exploration, it’s the type of game that brings solace to those who lament the death of 2D on consoles. While it may have some niggles with backtracking, lame endings and button-mashing combat that hold it back, overall the game is as engrossing as they come and certainly one worth investing a chunk of time into.

„Muramasa: The Demon Blade und ähnliche Spiele werden immer seltener. Mit seiner beeindruckenden handgemalten Gestaltung, den unterhaltsamen Kämpfen und Erkundungen ist es ein Spiel, das all jenen Trost spendet, die den Tod von 2D auf Konsolen beklagen. Zwar gibt es einige Schwächen wie Backtracking, langweilige Enden und knifflige Kämpfe, die es etwas zurückhalten, aber insgesamt ist das Spiel absolut fesselnd und es lohnt sich auf jeden Fall, etwas Zeit dafür zu investieren.“